# الشقنة (بروم ميفع)
'

تعديل مصدري - تعديل

الشقنة هي إحدى قرى عزلة ميفع بمديرية بروم ميفع التابعة لمحافظة حضرموت، بلغ تعداد سكانها 106 نسمة حسب تعداد اليمن لعام 2004.